# Хризантема
Хризантема је општи назив за зељасте вишегодишње биљке из рода Chrysanthemum, породица Asteraceae. Назив има корен у грчким речима Chrys - "златни", и Аnthemon - "цвет". Када се каже "хризантема", најчешће се мисли на различите варијетете гајених сорти, које су због своје лепоте и издржљивости изузетно популарне баштенске биљке, које и на нашем поднебљу имају културу гајења.

## Врсте рода
Прихваћене врсте
1. -{Chrysanthemum cinerariifolium

## Kulturni značaj i simbolika
U nekim evropskim zemljama (npr. Francuska, Belgija, Italija, Španija, Poljska, Mađarska, Hrvatska) hrizanteme zakrivljenog oblika simbolizuju smrt i koriste se samo za sahrane ili na grobovima, dok druge vrste nemaju takvu simboliku. Slično, u Kini, Japanu i Koreji u istočnoj Aziji, bele hrizanteme simbolizuju nevolje, jadikovanje i/ili tugu. U nekim drugim zemljama predstavljaju poštenje. U Sjedinjenim Državama, cvet se obično smatra pozitivnim i veselim, sa Nju Orleansom kao izuzetkom.
Na viktorijanskom jeziku cveća, hrizantema je imala nekoliko značenja. Kineska hrizantema je označavala vedrinu, crvena hrizantema je značila „ljubav“, dok je žuta hrizantema simbolizovala „omalovaženu ljubav”. Hrizantema je takođe cvet novembra.

### Istočna Azija

#### Kina
- Festival hrizantema se održava svake godine u Tongsjangu, blizu Hangdžoua, Kina.[10]
- Hrizanteme su tema u stotinama kineskih pesama.[11]
- „Kapija hrizanteme“ (菊花门), često skraćeno kao hrizantema (菊花), je tabu sleng što znači „anus“ (sa seksualnim konotacijama).[12]
- Farmakopeja Narodne Republike Kine navodi dve vrste hrizantema za medicinsku upotrebu, Jejuhua i Juhua. Istorijski se za Jejuhua kaže da leči karbunkul, furunkul, konjuktivitis, glavobolju i vrtoglavicu. Za Juhua se kaže da leči prehladu, glavobolju, vrtoglavicu i konjuktivitis.[13]

### Evropa

#### Poljska
Hrizanteme se stavljaju na grobove u čast mrtvih tokom Dana Svih svetih i Zadušnica u Poljskoj.

#### Velika Britanija
Britanska nacionalna zbirka izdržljivih hrizantema nalazi se u Hil Clouz Gardens u blizini Vorvika.

## Галерија
- Пупољак
- Chrysanthemum morifolium, сорта „токио”
- Љубичаста
- Ред
- Тигров реч
- Лишће Chrysanthemum биљке